# Maimetshini
Maimetshini – wymarłe plemię błonkówek z rodziny Maimetshidae i podrodziny Maimetshinae. Żyły w kredzie.

## Morfologia
Użyłkowanie skrzydła przedniego cechowało się u tych błonkówek obecnością żyłki 2Rs+M, umiejscowieniem żyłki 1m-cu nasadowo od żyłki 2Rs, długim wierzchołkowym odcinkiem żyłki kubitalnej i antefurkalnym położeniem żyłki cu-a. W przeciwieństwie do Zorophratrinae odnóża tylnej pary nie miały maczugowato zgrubiałych goleni. Metasoma była krótka i często przybierała kształt kulistawy.

## Taksonomia i ewolucja
Takson rangi ponadrodzajowej od rodzaju Maimetsha utworzył jako pierwszy w 1975 roku Aleksandr Rasnicyn, natomiast wyróżnienia plemienia Maimetshini dokonał w 2016 roku Michael S. Engel. Zalicza się doń 11 rodzajów:
- Afrapia Rasnitsyn and Brothers 2009
- Afromaimetsha Rasnitsyn and Brothers 2009
- Ahstemiam McKellar and Engel 2011
- Andyrossia Rasnitsyn and Jarzembowski 2000
- Burmaimetsha Perrichot 2013
- Cretogonalys Rasnitsyn 1977
- Guyotemaimetsha Perrichot et al. 2004
- Iberomaimetsha Ortega-Blanco et al. 2011
- Maimetsha Rasnitsyn 1975
- Maimetshasia Perrichot 2013
- Maimetshorapia Rasnitsyn and Brothers 2009

Ich skamieniałości znajdywane są na terenie Ameryki Północnej, Europy, Afryki i Azji. Zapis kopalny ograniczony jest do kredy, obejmując barrem, alb, cenoman, turon, santon i kampan.